# Vincenzo Arangio-Ruiz
Vincenzo Arangio-Ruiz (Nápoles, 7 de maio de 1884 - Roma, 2 de fevereiro de 1964) foi um distinto jurista italiano e estudioso de Direito Romano, que também ocupou o cargo de Ministro da Justiça e Ministro da Educação. 
Entre suas obras mais famosas do Direito Romano estão: Storia del diritto romano (1937) e Istituzioni Romano di diritto (1957). 
Arangio-Ruiz foi membro de várias instituições. Foi presidente da Academia Nacional de Lincei, em seguida foi o ministro da Justiça no governo de Ivanoe Bonomi e Ferruccio Parri. Ele foi ministro da Justiça entre junho de 1944 e dezembro de 1945.